# Stickmyggor
Stickmyggor, Culicidae, är en familj i underordningen myggor (Nematocera) som i sin tur tillhör ordningen tvåvingar (Diptera). I familjen finns ungefär 35 till 40 släkten med tillsammans cirka 3 500 arter. I Europa finns cirka etthundra arter och i Sverige 50 arter .
Stickmyggor är kända för att överföra en del allvarliga sjukdomar till människor, bland annat malaria, gula febern och denguefebern. Hos de flesta stickmyggorna är det bara honor som suger blod, vilket orsakar myggbett. Honorna behöver blod för att producera sina ägg. Dessutom livnär sig honor liksom hannarna av nektar och andra söta vätskor från växter.
Den äldsta kända art som liknar dagens stickmyggor återfanns innesluten i bärnsten och är 79 miljoner år gammal. Några ursprungliga systertaxon är kända från 90 till 100 miljoner år gamla bärnstenar.

## Utbredning
Med undantag av polarregionerna, ökenområden och bergsregioner över 1 500 meter samt över hav, förekommer stickmyggor över hela världen. Främst förekommer de i närheten av vattenansamlingar.

## Anatomi

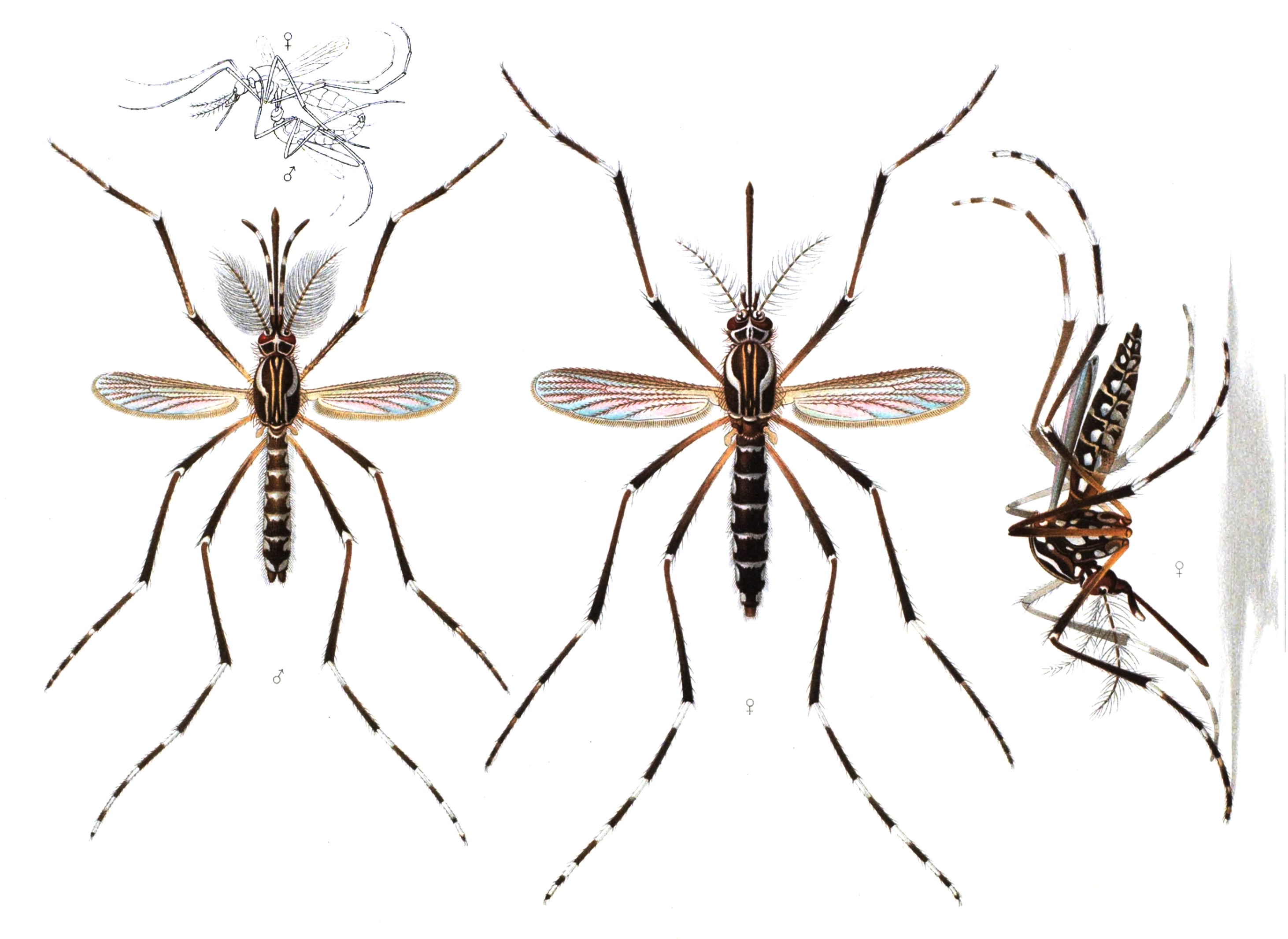
Individer av arten gulafebernmygga, Aedes aegypti. Till vänster en hanne och i mitten en hona. Vid lodrätta ytor sitter stickmyggor oftast med huvudet uppåt, till skillnad mot myggan till höger.

Stickmyggor har två vingar och flera kroppssegment. Storleken mellan arterna beror på föda men de är vanligen inte längre än 15 millimeter. Vingarna liknar tunn hud och är delvis täckta av fjäll. Deras håriga antenner består av flera segment och dessutom finns en ungefär lika lång sugsnabel. Hannarnas hår vid antennerna är vanligen yvigare än honornas hår. Vid varje sida av snabeln finns dessutom två palper. Dessa är hos hannar samt hos honor av underfamiljen Anophelinae ungefär lika långa som snabeln och hos honor av underfamiljen Culicinae betydlig kortare.
Kroppen och extremiteterna är smala. Hannar är oftast mindre i storlek än honor. Stickmyggor väger bara omkring 2 eller 2,5 mg.

## Flygning
Stickmyggor når vid flykt maximalt en hastighet mellan 1,5 och 2,5 km/h. Hur högt över marken myggan flyger är vanligen avhängigt av arten, platsens höjd över havet, väderförhållanden som temperatur och lufttryck samt ljusförhållanden. Vid varmt väder utan kraftig vind och med ett fåtal moln samt inte alltför starkt solljus vistas stickmyggor ibland på hög höjd. De använder sig av termiska uppvindar och kommer på så sätt 100 meter över marken. Vid kallt och blåsigt väder med regn flyger stickmyggor bara korta sträckor nära marken eller inte alls.

## Blodsugning, föda och födosök
Honor behöver, efter att de blivit befruktade av en hanne, proteiner för att producera sina ägg. För de flesta honorna är det alltså nödvändigt att suga blod från andra djur för en lyckad fortplantning. Blodet sugs med hjälp av den nämnda sugsnabeln. För att genomtränga huden har stickmyggor olika verktyg vid munnen som har två kanaler. I den första kanalen injicerar myggan saliv och via den andra suger den blod. När myggan inte suger ligger verktygen gömda i underläppen. Själva underläppen tränger inte genom värddjurets hud utan böjs bakåt.
Hannar har bara förkortade stickverktyg som saknar förmåga att tränga genom hud. De används för upptagningen av öppet liggande vätskor som vatten och växtsaft. Även honor täcker sitt energibehov vanligen med söta vätskor från växter. Den viktigaste kolhydratkällan är nektar. Stickmyggor spelar ingen större roll för växternas pollinering med undantag av arterna Habenaria (Platanthera) obtusata som tillhör orkidéerna och en art i glimsläktet (Silene otites). Enligt nyare forskningar producerar dessa två arter doftämnen som är attraherande för stickmyggor.
I motsats till det beskrivna handlingssättet behöver honor av släktet Toxorhynchites inte suga blod. Dessa stickmyggor äter som larv andra mygglarver och lagrar tillräckligt med protein för senare behov vid äggläggningen. Därför är munverktygen hos honor av detta släkte inte särskild utvecklade och de saknar förmåga att sticka. I vissa fall kan även honor av släkten som vanligtvis suger blod, lägga sina ägg utan denna måltid.
Genom försök i laboratorium och i det fria blev det känt att stickmyggor hittar sina offer med hjälp av koldioxid som andas ut samt genom olika luktämnen från kroppen (till exempel olika fettsyror och ammoniak). Beroende på myggart och värddjur, spelar vissa ämnen en större roll än andra. Till exempel hittar arten gulafebernmygga, Aedes aegypti, (som överför gula febern till människor) till sin värd (människan) med hjälp av mjölksyror som förekommer på människans hud.
Myggan följer doftflaggan tills den kommer fram till källan. När myggan är tillräcklig nära använder den även värdens kroppsvärme och sin egen synförmåga för att komma till blodkällan.

## Stickmyggornas livscykel
Stickmyggornas livscykel består av de fyra stadierna ägg, larv, puppa och imago (den fullbildade insekten).

### Ägg
Äggen läggs antingen var för sig (som hos Aedes och Anopheles) eller i sammanhängande paket (som hos Culex). De placeras på vattenytan eller i närheten av vatten. De flesta arter föredrar stillastående vattenansamlingar. Ibland räcker det med ganska små pölar som uppstår i bergssprickor, håligheter i träd, eller liknande. Ofta är äggen hos stickmyggorna resistenta mot torka (som hos Aedes (Stegomyia) albopictus) och överlever även om vattnet avdunstar. Släktet Wyeomyia är känt för att honorna lägger sina ägg i behållaren hos vissa köttätande växter och deras ägg och larver är okänsliga för växtens gift. Många arter lägger sina ägg i våtmarksbiotoper och äggen kläcks vid översvämningar. Hos dessa arter är äggen det övervintrande stadiet.

### Larv

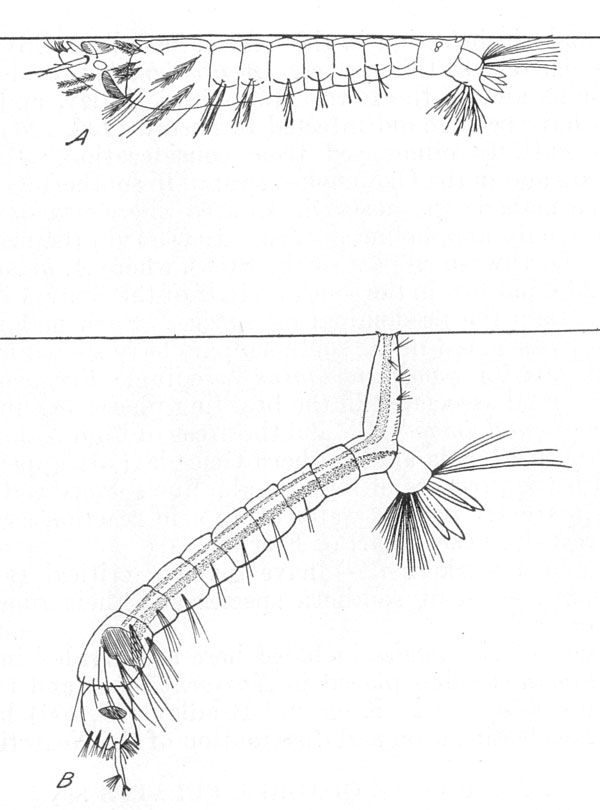
Larver av underfamiljen Anophelinae (ovan) respektive Culicinae (nederst) vid ätandet

Stickmyggornas larver lever uteslutande i vatten men andas luft. Medlemmar av underfamiljen Culicinae har vid kroppssegment nummer åtta ett andningsrör som sticker upp över vattenytan. Ett undantag är arterna av släktet Mansonia och Coquillettidia, till exempel den svenska arten sumpmygga (Coquillettidia richiardii), som med en slags tänder öppnar vattenväxters celler för att komma åt små luftblåsor som finns där inuti. Hos underfamiljen Anophelinae hänger larverna vågrätt på vattenytans underkant och andas genom en andningsöppning.
Födan utgörs vanligen av mikroorganismer och detritus, det vill säga ruttnande växtdelar. Larverna av släktet Toxorhynchites är rovdjur och äter andra mygglarver. Vid brist på föda förekommer kannibalism hos detta släkte. Blir larverna störda dyker de. Hur länge en stickmygga förblir larv beror på art, temperatur och tillgång till föda.

### Puppa
Puppan äter inte alls. Djuret hänger vanligen vid vattenytan och andas genom två krökta rör som finns vid prothorax. Även här nyttjar släktet Mansonia luft som finns inuti vattenväxter. Liksom larverna har puppor möjlighet att röra sig när de känner sig hotade. Puppstadiet varar vanligen några få dagar.

### Imago
Det fullbildade djuret kallas imago och kan flyga ungefär en timme efter att det lämnade huden från puppstadiet. Hannar kläcks ofta tidigare än honor. I tempererade regioner övervintrar flera befruktade honor av stickmyggor på skyddade platser som grottor, källare eller ladugårdar.

## Svenska underfamiljer, släkten och arter
Det finns 51 svenska arter av stickmyggor, fördelade på 2 underfamiljer och 5 släkten:
- underfamilj Anophelinae
  - Anopheles (7 arter) - malariamyggor
    - Brunryggad frossmygga, Anopheles algeriensis Theobald 1903
    - Stallfrossmygga, Anopheles atroparvus van Thiel 1927
    - Skogsfrossmygga, Anopheles beklemishevi Stegnii & Kabanova 1976
    - Ljusstreckad frossmygga, Anopheles claviger (Meigen 1804)
    - Fläckfrossmygga, Anopheles maculipennis Meigen 1818
    - Källarfrossmygga, Anopheles messeae Falleroni 1926
    - Blygrå frossmygga, Anopheles plumbeus Stephens 1828
- underfamilj Culicinae
  - Aedes (31 arter)
    - Rödbrun höstmygga, Aedes cinereus Meigen 1818
    - Ljus höstmygga, Aedes geminus Peus 1970
    - Grå svämmygga, Aedes rossicus Dolbeskin, Goritzkaja & Mitrofanova
    - Sommarsvämmygga, Aedes vexans (Meigen 1830)
    - Alkärrsmygga, Aedes refiki (Medschid 1928)
    - Vitsidig tömygga, Aedes rusticus (Rossi 1790)
    - Trädhålsmygga, Aedes geniculatus (Olivier 1791)
    - Gulbrun skogsmygga, Aedes annulipes (Meigen 1830)
    - Sommarskogsmygga, Aedes cantans (Meigen 1818)
    - Ljusbandad kustmygga, Aedes caspius (Pallas 1771)
    - Ängstömygga, Aedes cataphylla (Dyar 1916)
    - Skogstömygga, Aedes communis (De Geer 1776)
    - Guldtömygga, Aedes cyprius (Ludlow 1919)
    - Saltvattensmygga, Aedes detritus (Haliday 1833)
    - Stålglansmygga, Aedes diantaeus (Howard, Dyar & Knab 1912)
    - Mörkbandad kustmygga, Aedes dorsalis (Meigen 1830)
    - Vinkelklomygga, Aedes excrucians (Walker 1856)
    - Bågklomygga, Aedes euedes (Howard, Dyar & Knab 1912)
    - Koppartömygga, Aedes flavescens (Muller 1764)
    - Fjälltömygga, Aedes hexodontus (Dyar 1916)
    - Tundramygga, Aedes impiger (Walker 1848)
    - Grå tömygga, Aedes intrudens (Dyar 1919)
    - Prydlig tömygga, Aedes leucomelas (Meigen 1804)
    - Mörk svämmygga, Aedes nigrinus (Eckstein 1918)
    - Fjällmygga, Aedes nigripes (Zetterstedt 1838)
    - Bronstömygga, Aedes pionips (Dyar 1919)
    - Mörk tömygga, Aedes pullatus (Coquillett 1904)
    - Salttömygga, Aedes punctodes (Dyar 1922)
    - Tidig tömygga, Aedes punctor (Kirby 1837)
    - Rödbrun tömygga, Aedes riparius (Dyar & Knab 1907)
    - Vårsvämmygga, Aedes sticticus (Meigen 1838)

  - Culex (4 arter)
    - Nilfebersmygga, Culex modestus Ficalbi 1889
    - Grodmygga, Culex territans Walker 1856
    - Sydlig husmygga, Culex pipiens Linnaeus 1758
      - "Tunnelbanemygga", Culex pipiens bioform molestus

    - Nordlig husmygga, Culex torrentium Martini 1925

  - Culiseta (8 arter)
    - Större vårmygga, Culiseta annulata (Schrank 1776)
    - Fåbandad vårmygga, Culiseta alaskaensis (Ludlow 1906)
    - Fläckvårmygga, Culiseta bergrothi (Edwards 1921)
    - Lyrtecknad vårmygga, Culiseta glaphyroptera (Schiner 1864)
    - Gulbandad vårmygga, Culiseta subochrea (Edwards 1921)
    - Pilspetsmygga, Culiseta fumipennis (Stephens 1825)
    - Skogsfågelmygga, Culiseta morsitans (Theobald 1901)
    - Dubbelbandad fågelmygga, Culiseta ochroptera (Peus 1935)

  -  Coquillettidia (1 art)
    - Sumpmygga, Coquillettidia richiardii (Ficalbi 1889)

## Myggplåga
Stickmyggor kan vid gynnsamma väderförhållanden, kombination av sol och regn eller översvämningar, fortplantas i sådana mängder att de blir en plåga för både djur och människor. Under regniga somrar, såsom flera under 1990-talet och 2000-talets första decennium, verkar dessa sprida sig i Sverige. Särskilt har media uppmärksammat Nedre Dalälvens översvämningsområde med Österfärnebo, Tärnsjö och Gysinge som särskilt drabbade. Här rör det sig om vårsvämmygga, Aedes sticticus, en särskilt aggressiv översvämningsmygga. Under flera år har man satt in bekämpningsmedlet BTI för att döda mygglarver. Bekämpningsfrågan har varit mycket känslig, bland annat eftersom sjön Färnebofjärden ligger i Färnebofjärdens nationalpark.
I de områden där klimatet tillåter det, och då företrädesvis i Asien och södra Europa, har flera försök gjorts med att inplantera fiskarter i släktet Gambusia för att bekämpa stickmyggor. Främst har arterna moskitfisk (Gambusia affinis) och östlig moskitfisk (Gambusia holbrooki) använts för detta ändamål, då de båda förökar sig snabbt och gärna äter myggorna och framför allt dess larver.
Stickmyggornas larver säljs som djupfryst foder eller levandefoder till akvariefiskar under handelsnamnet "svarta mygglarver" – tofs- och fjädermyggornas larver säljs som "vita" respektive "röda mygglarver" – men ur bekämpningssynpunkt kan inte denna handel anses särskilt viktig.